# Phoeniculus somaliensis
Phoeniculus somaliensis е вид птица от семейство Phoeniculidae.

## Разпространение
Видът е разпространен в Джибути, Еритрея, Етиопия, Кения, Сомалия, Судан и Танзания.